# Pezula Racing
Pezula Racing war ein irisches Radsportteam.
Die Mannschaft wurde 2008 gegründet und nahm in diesem Jahr als Continental Team an den UCI Continental Circuits teil. Die meisten Rennen fuhren sie in Europa. Manager war Brian O’Loughlin, der von seinem Sportlichen Leiter David McQuaid unterstützt wird. 

## Saison 2008

### Erfolge in der UCI Europe Tour
In den Rennen der Saison 2008 der UCI Europe Tour gelangen die nachstehenden Erfolge.
| Datum     | Rennen                                    | Fahrer           |
| --------- | ----------------------------------------- | ---------------- |
| 27. April | East Midlands International Cicle Classic | Ciarán Power     |
| 23. Mai   | 6. Etappe FBD Insurance RÁS               | Ciarán Power     |
| 25. Mai   | 8. Etappe FBD Insurance RÁS               | David O’Loughlin |
| 27. Juni  | Irische Meisterschaft – Einzelzeitfahren  | Paul Healion     |

### Mannschaft
| Name                                 | Geburtstag           | Nationalität           | Team 2007                                   | Team 2009               |
| ------------------------------------ | -------------------- | ---------------------- | ------------------------------------------- | ----------------------- |
| Derek Burke                          | 3. Juni 1986         | Irland                 | Murphy & Gunn-Newlyn (2006)                 |                         |
| William Connolly                     | 31. Mai 1989         | Irland                 | Neoprofi                                    |                         |
| Ryan Connor (bis 31. Mai)            | 6. April 1984        | Irland                 | Giant Asia Racing Team                      | -                       |
| Morgan Fox                           | 19. Februar 1974     | Irland                 | Murphy & Gunn-Newlyn-M. Donnelly-Sean Kelly |                         |
| Paul Healion (bis 15. Juni)          | 3. Juni 1978         | Irland                 | Murphy & Gunn-Newlyn-M. Donnelly-Sean Kelly | -                       |
| Martyn Irvine                        | 6. Juni 1985         | Irland                 | Sean Kelly Team (2006)                      |                         |
| Cameron Jennings                     | 27. April 1979       | Australien             | DFL-Cyclingnews-Litespeed                   | Team Budget Forklifts   |
| Richard Meadows (ab 31. Mai)         | 24. November 1989    | Vereinigtes Königreich | Neoprofi                                    |                         |
| David O’Loughlin                     | 29. April 1978       | Irland                 | Navigators Insurance                        | An Post-Sean Kelly Team |
| Kieran Page                          | 2. Mai 1983          | Vereinigtes Königreich | Neoprofi(AVC Aix-en-Provence)               |                         |
| Adam Petrie-Armstrong (bis 20. Juli) | 4. Mai 1987          | Irland                 | Neoprofi                                    | -                       |
| Ciarán Power                         | 8. Mai 1976          | Irland                 | Navigators Insurance                        | Karriereende            |
| Stagiaires                           | Stagiaires           | Nationalität           |                                             |                         |
| Alexander Wetterhall                 | Alexander Wetterhall | Schweden               |                                             |                         |

## Platzierungen in UCI-Ranglisten
UCI Africa Tour
| Saison | Mannschaftswertung | Fahrerwertung |
| ------ | ------------------ | ------------- |
| 2008   | 16.                |               |

UCI Oceania Tour
| Saison | Mannschaftswertung | Fahrerwertung |
| ------ | ------------------ | ------------- |
| 2008   | 10.                |               |